# Odpady powęglowe
Odpady powęglowe – mieszanina okruchów skalnych pochodzących z warstw towarzyszących pokładom węgla i z przewarstwień tych pokładów. W wyniku wydobycia węgla mieszanina ta jest wydobywana na powierzchnię Ziemi. Odpady powęglowe zawierają zawsze pewien procent węgla, który jest odzyskiwany w specjalnych urządzeniach przy kopalniach. Ilość odpadów jest zależna od stopnia mechanizacji wydobycia i od grubości pokładu z jakiego jest prowadzone wydobycie.

## Skład

### petrograficzny
W skład odpadów powęglowych wchodzą iłowce, łupki ilaste, mułowce, łupki węglowe, piaskowce, sporadycznie zlepieńce, oraz okruchy węgla. Procentowy udział skał w materiale odpadowym bywa bardzo zróżnicowane i jest zależne od rodzaju skał w miejscu wydobycia węgla.

### mineralogiczny
Minerały ilaste około 50–70%, kwarc około 20–30%, pozostałe minerały i węgiel 10–20%
Głównym składnikiem są minerały ilaste więc to od ich właściwości fizycznych i mechanicznych będą zależeć właściwości odpadów powęglowych i możliwość ich potencjalnego wykorzystania.
pH waha się od 2,8 do 9,6.
Od składu chemicznego odpadów zależy ich wpływ na środowisko, gdyż podczas składowania dochodzi do wymywania rozpuszczalnych soli takich jak chlorki i siarczany

## Podział odpadów powęglowych
Ze względu na powstawanie odpadów powęglowych możemy podzielić je następująco:
1. pochodzące bezpośrednio z robót przygotowawczych i eksploatacji pokładów węgla, są to odpady gruboziarniste o granulacji do 500 mm
2. pochodzące z procesu wzbogacania węgla:

- popłuczkowe gruboziarniste ze wzbogacalników zawiesinowych, o granulacji 10–250 mm
- popłuczkowe drobnoziarniste z osadzarek, o granulacji 0,5–30 mm
- odpady poflotacyjne, o granulacji poniżej 1 mm

Granulacja odpadów zależy od technologii wydobycia i wzbogacania węgla.